# Rudolf Henčl
Rudolf Henčl (Praga, 24 aprile 1896 – 9 gennaio 1948) è stato un dirigente sportivo e allenatore di calcio cecoslovacco.
A partire dagli anni 1911 fu presidente del Fotbalový Klub Viktoria Žižkov, carica che ricoprì a lungo. Nel decennio seguente ebbe occasione di allenare in due distinti periodi la nazionale cecoslovacca.
Durante la seconda guerra mondiale fu fatto prigioniero sul fronte russo. Ritornato in patria alla fine della guerra, ricoprì alcuni importanti incarichi di politica locale.